# Chameleon Days
Chameleon Days è il quarto album in studio del compositore greco Yanni, è stato pubblicato nel 1988 dall'etichetta Private Music.

## Tracce
1. Swept Away – 4:41
2. Marching Season – 5:34
3. Chasing Shadows – 5:42
4. The Rain Must Fall – 5:36
5. Days of Summer – 4:22
6. Reflections of Passion – 4:31
7. Walkabout – 4:32
8. Everglade Run – 5:03
9. A Word in Private – 3:43

## Formazione
- Yanni - compositore
- Charlie Adams - batteria acustica ed elettronica, percussioni